# Onychostoma meridionale
Onychostoma meridionale és una espècie de peix cipriniforme de la família dels ciprínids.

## Morfologia
Els mascles poden assolir els 14 cm de longitud total.

## Distribució geogràfica
Es troba a Cambodja i a la conca del riu Mekong a Laos.